# 아이스WM

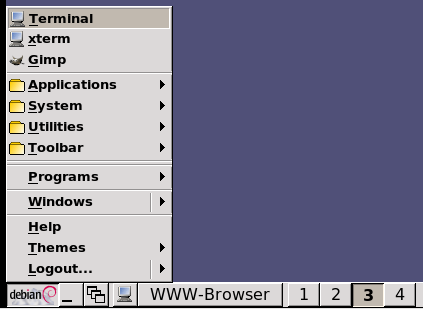
아이스WM의 시작 메뉴는 윈도우 95의 시작 메뉴와 닮도록 고안되었다.

아이스WM(IceWM)은 GUI 가운데 하나이다. Marko Maček가 C++로 만들었으며 X 윈도 시스템을 기반으로 한다. 다른 GUI들보다 메모리와 CPU를 상대적으로 더 적게 쓰며 윈도우 95, OS/2, 모티프 등을 닮은 꼴(스킨)들을 필두로 한 여러 꼴들을 지원한다. 기본 메뉴, 페이저, 네트워크 및 CPU 사용량 측정기, 편지(메일) 확인, 시계 등을 지원하며 그놈 메뉴와 KDE 메뉴도 지원한다. 홈 디렉터리에(일반적으로는) 저장되는 설정파일을 고침으로 아이스WM의 여러 부분을 사용자의 입맛에 맞게 고칠 수도 있다.
아수스의 Eee PC의 기본 GUI 가운데 하나로 선택됐다.